# Kiernik (strumień)
Kiernik – potok długości około 1 km w zlewni Siedliczki. Jego źródło znajduje się na Wzgórzach Warszewskich w rejonie wsi Przęsocin (gmina Police).